# Asset-Swap
Der Anglizismus Asset-Swap (deutsch „Swap von Vermögensgegenständen“) ist im Finanzwesen ein Swap, dessen Basiswert aus einem oder mehreren Finanzinstrumenten besteht.

## Allgemeines
Finanzinstrumente können insbesondere Aktien, Anleihen, Devisen oder Forderungen sein. Auch ein ganzes Portfolio kann als Basiswert dienen. Asset-Swaps sind entweder mit einem Equity Swap, Währungsswap oder Zinsswap verbunden. Getauscht wird dabei das Kursrisiko des Aktienkurses (beim Equity Swap), das Wechselkursrisiko einer Fremdwährung (beim Währungsswap) oder das Zinsrisiko zinstragender Finanzprodukte (beim Zinsswap) gegen eine mit einem Kontrahenten vereinbarte Zinszahlung (Interbankenzins EURIBOR, LIBOR oder ein Zinsindex) nebst einem Spread, dem Asset-Swap-Spread als Risikoprämie für das Finanzrisiko aus dem Basiswert.

## Rechtsfragen
Asset-Swaps gehören als Finanzkontrakte zum außerbörslichen Handel, so dass die Dokumentation und Vertragsgestaltung über Standardverträge der ISDA (ISDA Equity Documentation, ISDA Interest Rate and Currency Derivative Definitions) erfolgen muss. Die Verträge bestimmen, wie die Zahlungen zu berechnen und die Laufzeiten oder Fälligkeiten auszugestalten sind.
Sämtliche Swaps sind bankenaufsichtsrechtlich Derivate, weil ihnen ein zeitlich verzögert zu erfüllender Tausch zugrunde liegt und sich dessen Wert unmittelbar oder mittelbar vom Preis oder Maß eines Basiswertes ableitet (§ 1 Abs. 11 Satz 5 Nr. 1 KWG). Schließen Kreditinstitute mithin Swapgeschäfte im Rahmen eines Bankgeschäfts ab, unterliegen diese Swapgeschäfte der Bankenaufsicht.

## Arten
Asset-Swaps können eingesetzt werden, um den laufenden Kapitalertrag eines Portfolios zu sichern oder zu erhöhen. Erzielt beispielsweise ein Anleger bei einer Anleihe einen Festzins und rechnet er mit steigendem Zinsniveau, kann er mittels Interest Rate Asset-Swap einen Kontrahenten suchen, der ihm einen variablen Zins (etwa EURIBOR oder LIBOR als Referenzzinssatz) zum Tausch anbietet. Getauscht werden die festen gegen die variablen Zinserträge. Beim Cross Currency Asset-Swap werden neben diesen – aus unterschiedlichen Fremdwährungen resultierenden – Zinserträgen auch die diesen zugrunde liegenden Kapitalbeträge getauscht. Entsprechend verhält es sich bei Asset-Swaps mit Fremdwährungen als Basiswert, bei denen sich der Importeur gegen das Aufwertungs- oder der Exporteur gegen das Abwertungsrisiko absichert.  
Bei einem Forward-Asset-Swap kann der Käufer einen Asset-Swap zu einer im Voraus festgelegten Prämie erwerben.

## Handelsstrategie
Asset-Swaps werden von Anlegern als Handelsstrategie bei der Arbitrage, Hedgefonds-Strategie oder als Sicherungsgeschäft verwendet. Sie sind deshalb entweder ein Sicherungsgeschäft oder können der Spekulation dienen. Hauptmotiv sind für beide Vertragsparteien die Trennung des Marktrisikos und des Adressenausfallrisikos.

## Erfüllung
Der Sicherungsnehmer verkauft bei allen Asset-Swaps physisch das Finanzinstrument an den Sicherungsgeber, und beide schließen gleichzeitig einen Equity Swap, Währungsswap oder Zinsswap ab. Da der Zinsswap nicht vom Eintritt eines Kreditereignisses (bei Anleihen oder Forderungen) abhängt, ist der Asset-Swap kein Kreditderivat im engeren Sinne. Asset-Swaps sind untrennbar mit Equity Swaps, Währungsswaps oder Zinsswaps verbunden, so dass sie zu den eingebetteten Derivaten gehören.